# Reginald Mills Silby
Reginald Mills Silby   (Londres, 8 de març de 1884 - Nova York, 13 de gener de 1954) fou un compositor anglès. Estudià música amb professors particulars i fou al principi de la seva carrera corista de Saint Alband; De 1903 a 1909, va exercir com a ajudant d'organista i mestre de cor a la catedral de Westminster recentment inaugurada a Londres, Anglaterra, sota la tutela de Sir Richard Runciman Terry.
Va arribar als Estats Units el 1909 i va exercir com a organista i mestre de cor a l'església de Sant Patrici de Washington DC de 1909 a 1919 i a la catedral de Santa Cecília d'Omaha, de 1919 a 1925, abans de traslladar-se a Filadèlfia per servir com a organista i mestre de cor a la catedral dels Sants Pere i Pau a Filadèlfia, de 1925 a 1935.
Durant la seva etapa com a organista i mestre de cor de la catedral de Sants Pere i Pau, va formar el Cor d'Homes i Nens de la Catedral i un Cor Medieval. No hi havia cantants professionals o pagats als cors durant l'època del Dr. Silby i es deia que l'assistència dels voluntaris a les pràctiques i fins i tot a les misses era esporàdica en el millor dels casos.
Va compondre misses, himnes i fals bordons en l'estil del motu proprio, melodies vocals i peces per a piano. A més se li deuen, diversos estudis i articles sobre música religiosa.